# گرملین‌ها ۲: گروه جدید
گرملین‌ها ۲: گروه جدید (به انگلیسی: Gremlins 2: The New Batch) فیلمی محصول سال ۱۹۹۰ و به کارگردانی جو دانته است. در این فیلم بازیگرانی همچون زاک گالیگان، فوبه کیتس، جان گلاور، رابرت پروسکی، رابرت پیکاردو، کریستوفر لی، هویلند موریس، دیک میلر، جکی ژوزف، جده واتانابه، کیه لوک، کاتلین فریمن، پال بارتل، کنت توبی، هالک هوگان، جولیا سویینی، لئونارد ملتین ایفای نقش کرده‌اند.
این فیلم دنباله فیلم گرملین‌ها می‌باشد.